# Ziya Gökalp

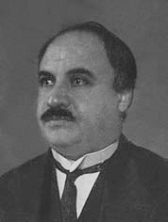
Ziya Gökalp

Ziyā Gökalp, nato Mehmed Ziya (Diyarbekir, 23 marzo 1876 – Istanbul, 25 ottobre 1924), è stato un sociologo e scrittore turco.

## Biografia

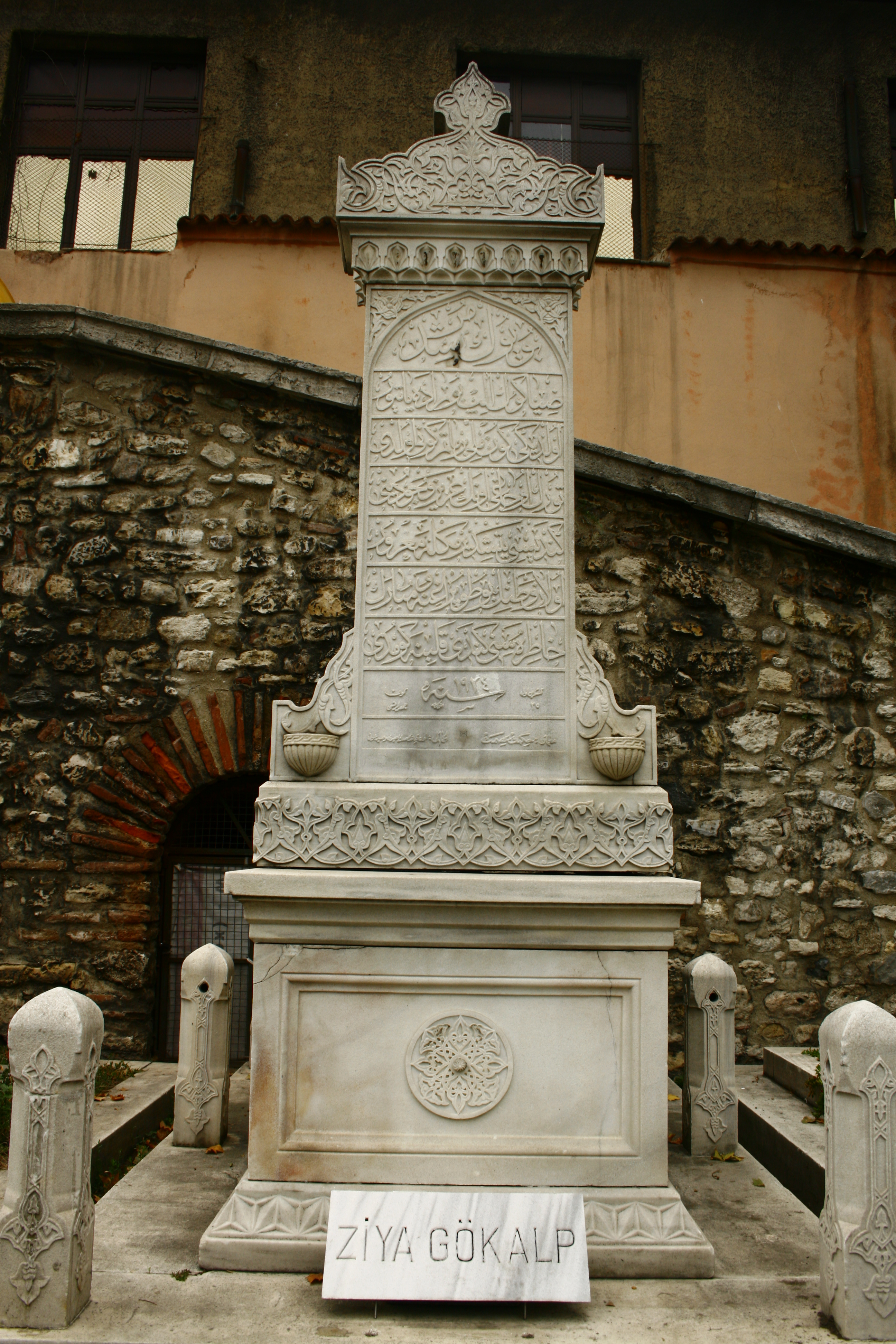
Tomba di Ziya Gökalp nel piccolo cimitero del Mausoleo del Sultano ottomano Mahmud II nella zona di Çemberlitaş, a Istanbul.

Nel 1895 si trasferì ad Istanbul per compiere degli studi di veterinaria. Durante questa fase della sua vita entrò in contatto con personaggi politici importanti e fu profondamente influenzato dal movimento dei giovani turchi. Entrò a far parte del movimento di riforma politica "Ittihat ve Terakki" (comitato Unione e Progresso). Fu arrestato nel 1898 a causa delle sue attività di dissidente. L'anno successivo venne rilasciato e esiliato a Diyarbakir. Dopo la dichiarazione della seconda monarchia costituzionale formò un ramo dell'organizzazione "Ittihat ve Terakki" a Diyarbakir.

Nel 1910 a Tessalonica fu eletto membro del consiglio amministrativo, nello stesso periodo lavorò alla fondazione della scuola del comitato, dove teneva corsi di sociologia. Nel 1912 fu nominato professore di sociologia a Darülfünün (ora Università d'Istanbul). Nel 1919 in seguito allo scioglimento del parlamento e la fine della seconda monarchia costituzionale Gökalp venne esiliato a Malta per due anni. Nel 1923 venne eletto deputato nella Grande Assemblea Nazionale, collaborò con la commissione parlamentare per l'educazione nazionale e partecipò alla preparazione della Costituzione del 1924.

## Il pensiero
Nel suo insegnamento Gökalp associava teorie di scrittori nazionalistici tedeschi e spunti personali. Egli vedeva nella società una realtà trascendente gli individui, che intanto raggiungono quella superiore sfera, in quanto si fanno partecipi degli ideali che la informano.

L'ideale supremo è quello "nazionale". La nazione è una comunità di gente associata per cultura; mediante la propria cultura la nazione acquista una "personalità". Gökalp cerca quindi di individuare i lineamenti della cultura turca, indagandone le vestigia nel mondo turco anteriore all'islam e nell'animo popolare.

La sua concezione dell'Islam è quanto mai eterodossa. Se si estrae, egli dice, la religione dalla civiltà musulmana rimane un puro sentimento etico già insito quindi nella cultura nazionale esistente nel popolo sin dalle origini. La civiltà musulmana può quindi essere sostituita da quella occidentale. Il grande merito di Gökalp fu di aver insegnato ai suoi connazionali la via per adottare il pensiero occidentale senza rinnegare la propria individualità etnica, anzi rafforzandola.

## Le opere
Gökalp espose le proprie idee in maniera chiara ed eloquente, in opuscoli e articoli in varie riviste. Ma ad esse diede anche parvenza di poesia in un linguaggio semplice e che parlava al cuore.

### Poesia
- Turan (dedicata al mito turanico, 1911)
- Raccolta "Yeni Hayat" (La vita Nuova, 1918)
- Raccolta di Favole, poesie, canti e ballate
- "Qïzïl elma" (La mela rossa, sul mito che, nel passato ottomano, faceva chiamare in tal modo Costantinopoli)